# Anthidium cockerelli
Anthidium cockerelli är en biart som beskrevs av Schwarz 1928. Anthidium cockerelli ingår i släktet ullbin och familjen buksamlarbin. Inga underarter finns listade.

## Beskrivning
Som de flesta medlemmar av släktet är arten svart med bakkroppsmarkeringar i form av gula band, som hos denna art vanligtvis är avbrutna. Som hos många andra arter i släktet har hanen en hårborste på undersidan av bakkroppen, och till skillnad från vad som är normalt i släktet är denna gul, inte mer eller mindre svart. Hårborsten är emellertid obetydlig och svår att använda som ett säkert kännetecken.

## Ekologi
Anthidium cockerelli är en tidig art som flyger under våren; den är födogeneralist, det vill säga den besöker blommande växter från många olika familjer, som korgblommiga växter, strävbladiga växter, ärtväxter, underblommeväxter, vallmoväxter, slideväxter samt pockenholtsväxter (Zygophyllaceae). Arten förekommer framför allt i torra habitat som öknar.
Arten är ett solitärt (icke samhällsbildande) bi där varje hona själv sörjer för sin avkomma. Honan klär larvcellerna med bomullsliknande hår hon hämtat från växter.

## Utbredning
Utbredningsområdet omfattar södra Nordamerika som södra Kalifornien, södra Nevada, västra Texas och New Mexico i USA samt Baja California i Mexiko.